# Trogon tenellus
El trogón amarillo norteño (Trogon tenellus), también denominado coa garganta negra norteña (en Honduras), trogón gorguinegro norteño (en Panamá) o trogón golinegro centroamericano,   es una especie de ave trogoniforme de la familia Trogonidae perteneciente al género Trogon. Es nativo de América Central y del extremo noroeste de América del Sur.

## Distribución y hábitat
Se distribuye desde el norte de Honduras al este del valle de Sula, por la pendiente caribeña de Nicaragua, y a partir del sur de Nicaragua también por la pendiente del Pacífico de Costa Rica y Panamá hasta el extremo noroeste del departamento de Chocó en Colombia.
En la parte norte de su zona, en Honduras y Nicaragua habita exclusivamente en selvas húmedas de baja altitud, desde el nivel del mar hasta los 400 m; más hacia el sur también prefiere selvas húmedas, como también crecimientos secundarios maduros y algunas veces plantaciones de cacao, en mayores altitudes, registrado hasta los 1370 m.

## Sistemática

### Descripción original
La especie T. tenellus fue descrita por primera vez por el ornitólogo alemán Jean Cabanis en 1862 bajo el mismo nombre científico; su localidad tipo es: «Costa Rica».

### Etimología
El nombre genérico masculino «Trogon» proviene del griego «trōgōn» que significa ‘comedor de frutas’; y el nombre de la especie «tenellus», en latín significa ‘delicado’, «tierno».

### Taxonomía
Descrito como especie plena, por mucho tiempo fue tratado como una subespecie de Trogon rufus, hasta que un estudio integrado de características morfológicas, vocales y genéticas de Dickens et al. (2021) demostró tratarse de una especie separada; lo que fue adoptado por el Congreso Ornitológico Internacional (IOC) y por Clements checklist/eBird. Es monotípica.